# Houdemont
Houdemont är en kommun i departementet Meurthe-et-Moselle i regionen Grand Est (tidigare regionen Lorraine) i nordöstra Frankrike. Kommunen ligger i kantonen Jarville-la-Malgrange som tillhör arrondissementet Nancy. År 2022 hade Houdemont 2 069 invånare.

## Befolkningsutveckling
Antalet invånare i kommunen Houdemont
| Referens: INSEE |